# Predrag Đajić
Predrag Đajić (Sarajevo, 1º maggio 1922 – Varsavia, 13 maggio 1979) è stato un calciatore jugoslavo.

## Carriera
Debutta da professionista durante gli anni 1930, con lo Slavija Sarajevo prima lo Jugoslavija Belgrado poi.
Nel 1945 partecipa primo campionato della RSF di Jugoslavia con la maglia "nazionale" della Repubblica Socialista di Bosnia ed Erzegovina.
Ingaggiato dalla Stella Rossa di Belgrado, diventa una delle prime bandiere della formazione di Belgrado, vincendo due campionati della RSF di Jugoslavia, e tre Coppe di Jugoslavia.
Con la Nazionale jugoslava vanta 17 presenze e la partecipazione ai Mondiali del 1950.

## Palmarès
- Campionati della RSF di Jugoslavia: 2

1951, 1952-1953
- Coppe di Jugoslavia: 3

1948, 1949, 1950